# Welfare pop
Welfare pop è il primo EP del gruppo musicale italiano Lo Stato Sociale, pubblicato nel 2010.
L'album è stato ristampato da Garrincha Dischi il 24 aprile 2012.

## Tracce
1. L'apatico – 4:02
2. La febbre – 3:48
3. Pop – 5:34
4. On the rocks – 4:33
5. Magari non è gay ma è aperto – 4:18
6. La 626 – 3:19